# Estação Olinda
Olinda é uma estação de trem do Rio de Janeiro, localizada no município de Nilópolis, no distrito de Olinda.

## História

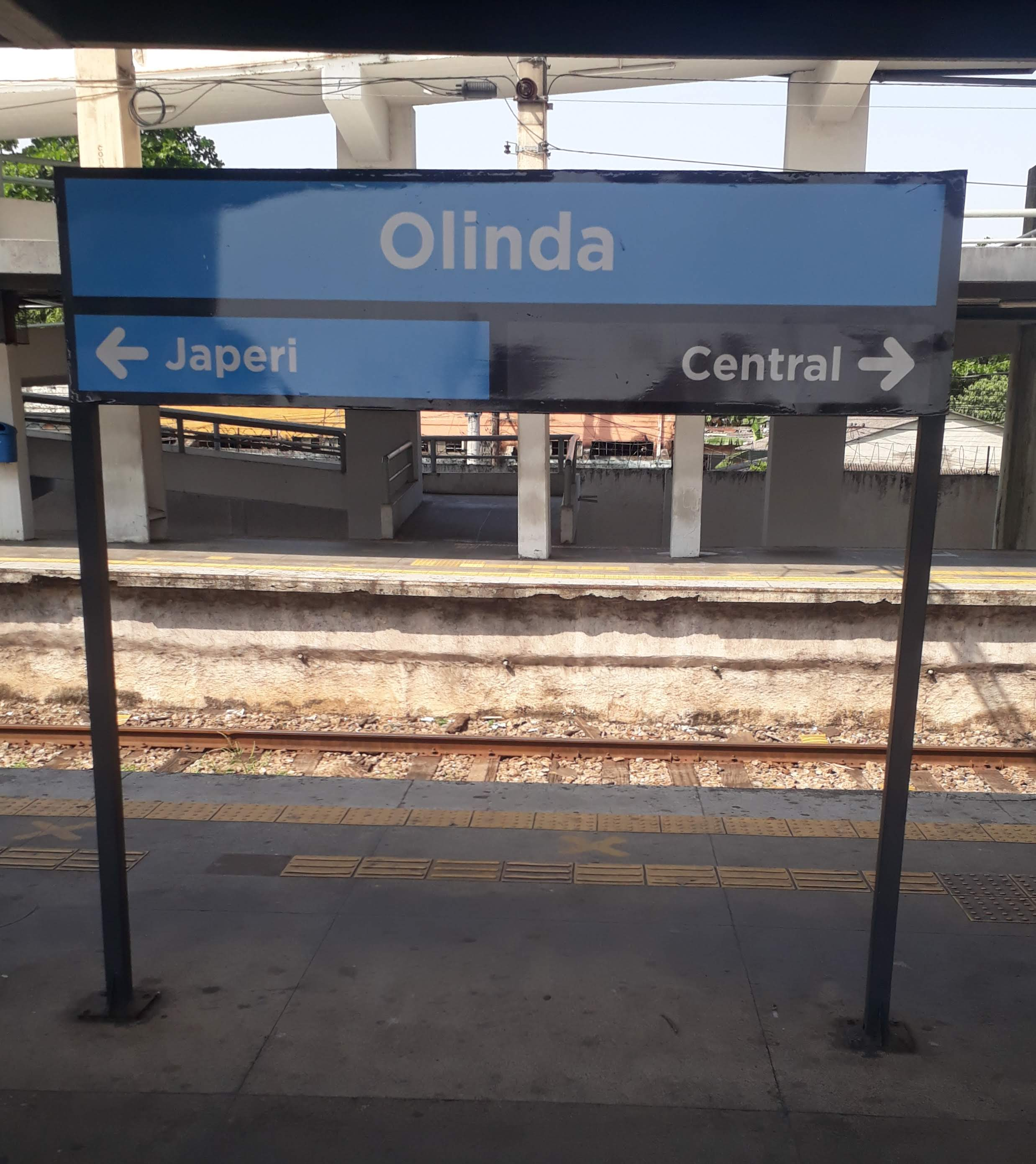
Placa Olinda

Foi inaugurada em 1935. Atualmente atende aos trens metropolitanos operados pela Supervia.

## Plataformas
Plataforma 1A: Sentido Japeri 

Plataforma 2B: Sentido Central do Brasil

## Fonte
- Max Vasconcellos: Vias Brasileiras de Comunicação, 1928;